# Acordos de Fomboni
Os Acordos de Fomboni (denominados Fomboni devido a capital da ilha de Mohéli, no arquipélago das Comores) são acordos políticos de 2000-2001 para por fim à crise institucional comorense ocorrida em 1997 que produziu a secessão de Anjouan e Mohéli. Ao contrário das negociações de Antananarivo em 1999, os termos são aceitos pelo governo de Anjouan. Estes acordos previam a realização de um referendo em cada uma das ilhas e permitiram a adoção de uma lei fundamental estabelecendo um novo conjunto chamado União das Comores. O referendo foi realizado em 23 de dezembro de 2001 e o novo Estado é criado.